# Mario Hernig
Mario Hernig (Chemnitz, Saxònia, 3 de desembre de 1959) va ser un ciclista alemany. Nascut a Alemanya de l'Est va defensar els seus colors fins a la reunificació alemanya. Va combinar la carretera amb la pista on va guanyar als Campionats del Món en pista.

## Palmarès en pista
- 1979
  - Campió de la RDA en Persecució per equips
- 1980
  - Campió de la RDA en Persecució per equips
- 1982
  - Campió de la RDA en Persecució per equips
- 1983
  - Campió de la RDA en Persecució per equips
- 1984
  - Medalla d'or als Jocs de l'Amistat en Persecució per equips (amb Volker Winkler, Bernd Dittert, Carsten Wolf i Gerald Mortag)
  - Campió de la RDA en Persecució
  - Campió de la RDA en Persecució per equips
- 1985
  - Campió de la RDA en Persecució per equips
- 1990
  -  Campió d'Alemanya en Contrarellotge per equips (amb Wolfgang Lötzsch, Bernd Dittert i Patrick Lahmer)

## Palmarès en ruta
- 1983
  - 1r a la Volta a Turíngia
  - 1r a l'Olympia's Tour i vencedor d'una etapa
  - 1r al Tour de Loir i Cher
- 1984
  - Vencedor d'una etapa a la Volta a Saxònia
  - Vencedor de 2 etapes a la Volta a la RDA
- 1985
  - 1r al Circuit de les Ardenes
- 1991
  - 1r a la Ronda de l'Isard d'Arieja
  - Vencedor d'una etapa a la Volta a la Baixa Saxònia